# Berschweiler bei Baumholder
Berschweiler bei Baumholder là một xã ở huyện Birkenfeld, bang Rheinland-Pfalz, nước Đức. Xã Berschweiler bei Baumholder có diện tích 6,64 km².